# Ludovico I di Etruria
Ludovico I d'Etruria (nome completo Ludovico Francesco Filiberto; Parma, 5 luglio 1773 – Firenze, 27 maggio 1803) fu un membro della dinastia dei Borbone-Parma, è stato il primo dei due re di Etruria.
Sposò sua cugina Maria Luisa di Spagna e fu un accanito sostenitore del Dispotismo illuminato, finché non morì sua zia Maria Antonietta d'Asburgo-Lorena, da allora si schierò dalla parte dei più accaniti conservatori.
Dopo aver rinunciato al Ducato di Parma, Piacenza e Guastalla, divenne re d'Etruria, un regno fondato da Napoleone Bonaparte.

## Biografia

### Infanzia

Ritratto dei principi di Parma, (Ludovico e le sorelle Carolina, Maria Antonia e Maria Carlotta), di Johann Zoffany, 1778, Kunsthistorisches Museum.

Ludovico era figlio del duca di Parma Ferdinando I di Parma e di sua moglie, l'arciduchessa Maria Amalia d'Asburgo-Lorena, ottava figlia dell'imperatore Francesco I del Sacro Romano Impero e di Maria Teresa d'Asburgo.
Il suo battesimo si tenne a Parma nel 1774, i suoi padrini furono Maria Luisa di Borbone-Parma, Principessa delle Asturie, sorella di suo padre, Carlo di Borbone-Spagna, marito di Maria Luisa e principe delle Asturie, e Luigi di Borbone-Francia, cugino di suo padre. 
Quando la zia materna di Ludovico, Cristina, visitò Parma nel 1774, descrisse così la famiglia di Ludovico alla madre Maria Teresa d'Austria: "Amalia è rimasta bella come quando lasciò Vienna sei anni fa, ma il suo fisico è stato appesantito dalle tre gravidanze, suo marito Ferdinando è un uomo bello e alto, i suoi ventitré anni non si notano, sembra più giovane, i deliziosi figli di questa coppia sono uno più bello dell'altro, Carolina, la più grande, è bella, alta e bionda, il suo sguardo malinconico è illuminato dai suoi occhi blu, Ludovico, il secondogenito, è allegro e spensierato, gioca spesso con la sorella Antonia, che dire di lei, è allegra, felice e serena, dei tre è la più vivace, ma il suo sguardo sereno nasconde profonda sensibilità."
Ludovico e sua sorella Carolina erano i preferiti dei loro genitori. Essi furono personalmente istruiti in religione da parte di loro padre, nonostante il fatto che i loro figli minori fossero davvero più interessati alla materia di quanto non lo fossero i maggiori.Nel 1778, Ludovico colpì la testa su un tavolo di marmo mentre giocava con Carolina, e da allora soffrì di epilessia.
La sua restante educazione fu abbastanza rigida e severa, per volere del padre, il duca Ferdinando I, e della madre, Maria Amalia d'Austria, inizialmente l'educazione di Ludovico fu affidata alla contessa Aurelia Ariani Canossa, e al religioso Adeodato Turchi, per poi passare, nel 1779, al marchese Prospero Valeriano Manara. Passando dalle cure delle donne a quelle degli uomini, ebbe diritto ad un suo appartamento, gli fu permesso di pranzare con i genitori e la Corte tre volte alla settimana e gli fu vietato di uscire senza guardie del corpo.

### Matrimonio

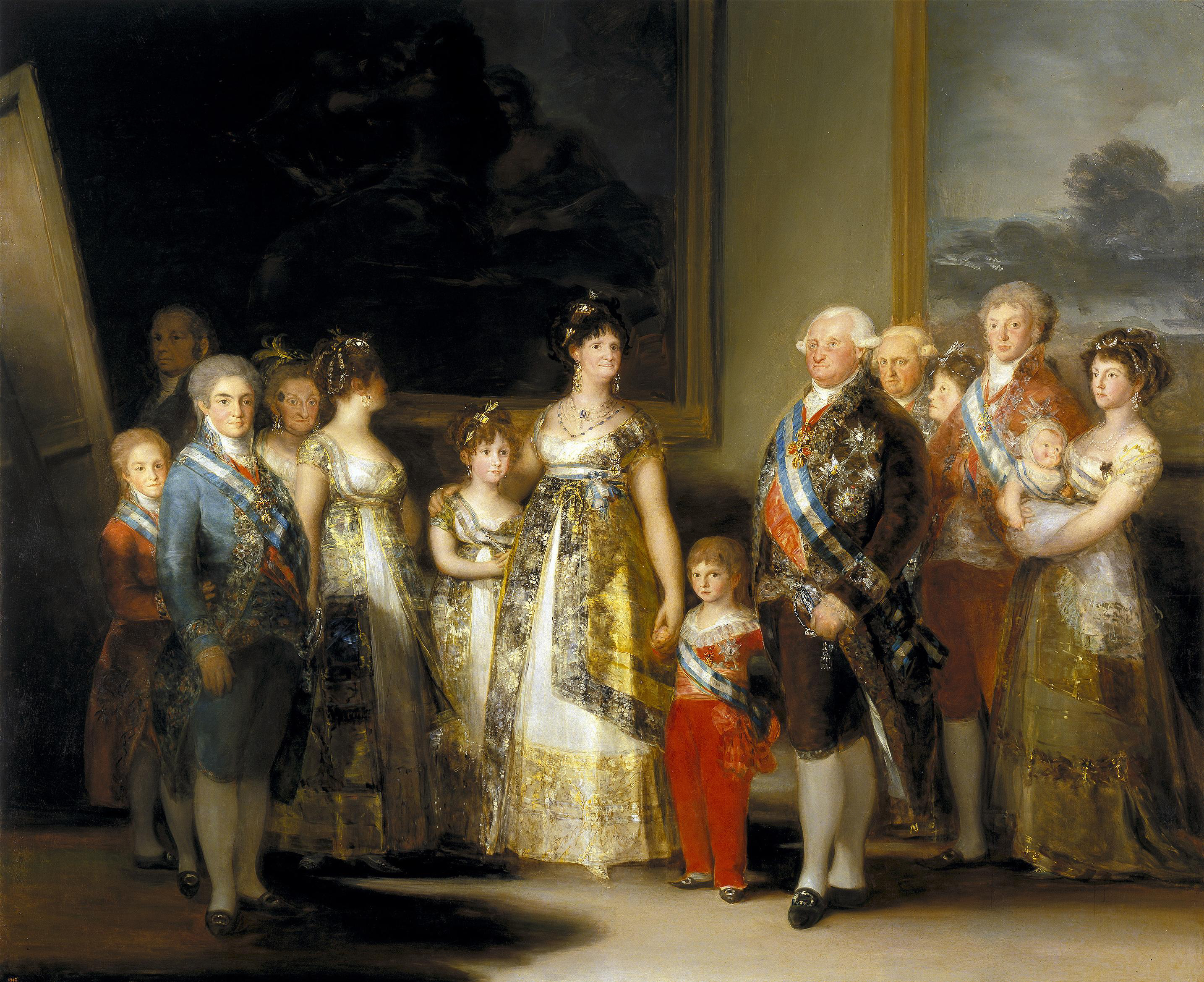
Carlo IV di Spagna e la sua famiglia, fra cui Ludovico e la moglie, di Francisco Goya, tra il 1800 e il 1801, Museo del Prado.

Nel 1794 Ludovico partí per la Spagna, per completare i suoi studi, proprio mentre si trovava in Spagna, sua madre Maria Amalia e sua zia la regina di Spagna Maria Luisa di Borbone-Parma decisero di cominciare trattative matrimoniali per Ludovico, decisero di farlo sposare con una delle infante di Spagna figlie di Maria Luisa, Maria Amalia o Maria Luisa.
Contro la sua volontà Ludovico venne fidanzato con Maria Amalia, che era molto timida e riservata, non bella, intelligente ma molto brusca nel parlare. Nel 1795 Ludovico chiese alla zia Luisa Maria di rompere il fidanzamento, e di venir fatto fidanzare con Maria Luisa, che era molto bella, pia, gentile, intelligente e divertente. La regina di Spagna rimase stupita ma promise di accettare il cambiamento della sposa, i due si amavano e passarono molto tempo insieme, il matrimonio venne fissato per il 25 agosto 1795, si sposarono e Maria Luisa venne creata Principessa di Parma, Piacenza e Guastalla.

### Regno d'Etruria

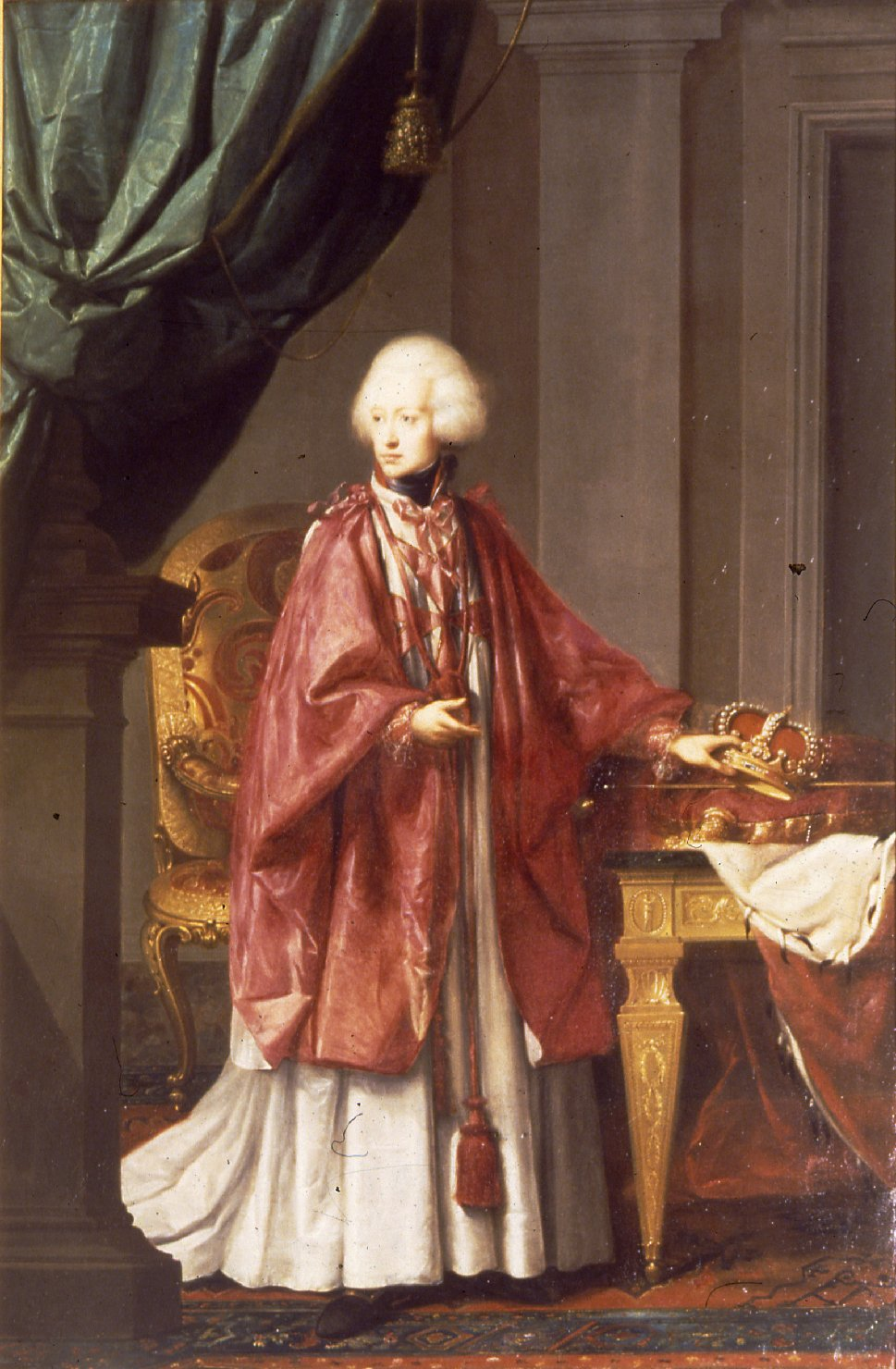
Ludovico I nelle vesti di Re d'Etruria, 1801.

Quando Napoleone Bonaparte conquistò il ducato di Parma nel 1800, compensò la casa di Borbone con l'Etruria, un nuovo regno creato dal Granducato di Toscana (21 marzo 1801). L'accordo fu noto come Trattato di Aranjuez. Come fedele suddito dell'impero, Ludovico doveva però ottenere il beneplacito di Napoleone prima di occupare il proprio nuovo trono e per questo viaggiò in incognito attraverso la Francia con il nome di "Conte di Livorno", venendo quindi incoronato a Parigi. Il 12 aprile 1801 fece ritorno nella sua nuova capitale, Firenze. Nell'occasione, i Fratelli Amoretti gli dedicarono l'edizione dei "Sonetti su l'Armonia" del poeta parmigiano Angelo Mazza.
Nel 1802 Ludovico, con la moglie incinta, si recò in Spagna per presenziare al doppio matrimonio del fratello di Maria Luisa, Ferdinando, e la principessa Maria Isabella. A Barcellona Maria Luisa diede alla luce sua figlia Maria Luisa Carlotta. La coppia fece ritorno nel dicembre di quello stesso anno dopo aver saputo della morte del padre di Ludovico.

### Morte

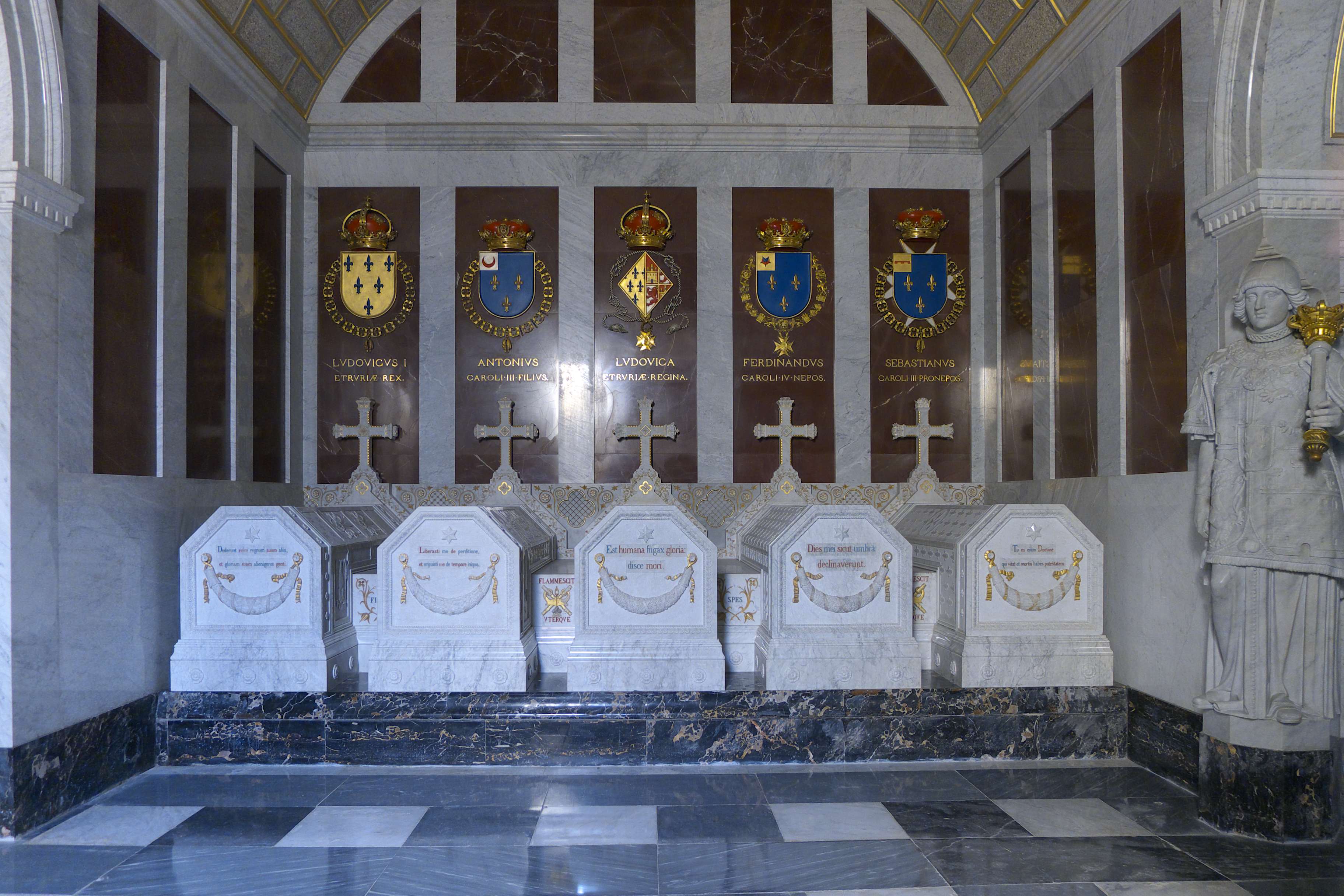
La tomba di Ludovico nel Panteón de Infantes, Monastero dell'Escorial

Il regno di Ludovico fu di breve durata poiché morì nel 1803: la sua salute era sempre stata debole e probabilmente soffriva di epilessia. Gli successe come re il figlio Carlo Ludovico, sotto la reggenza della madre.

## Discendenza

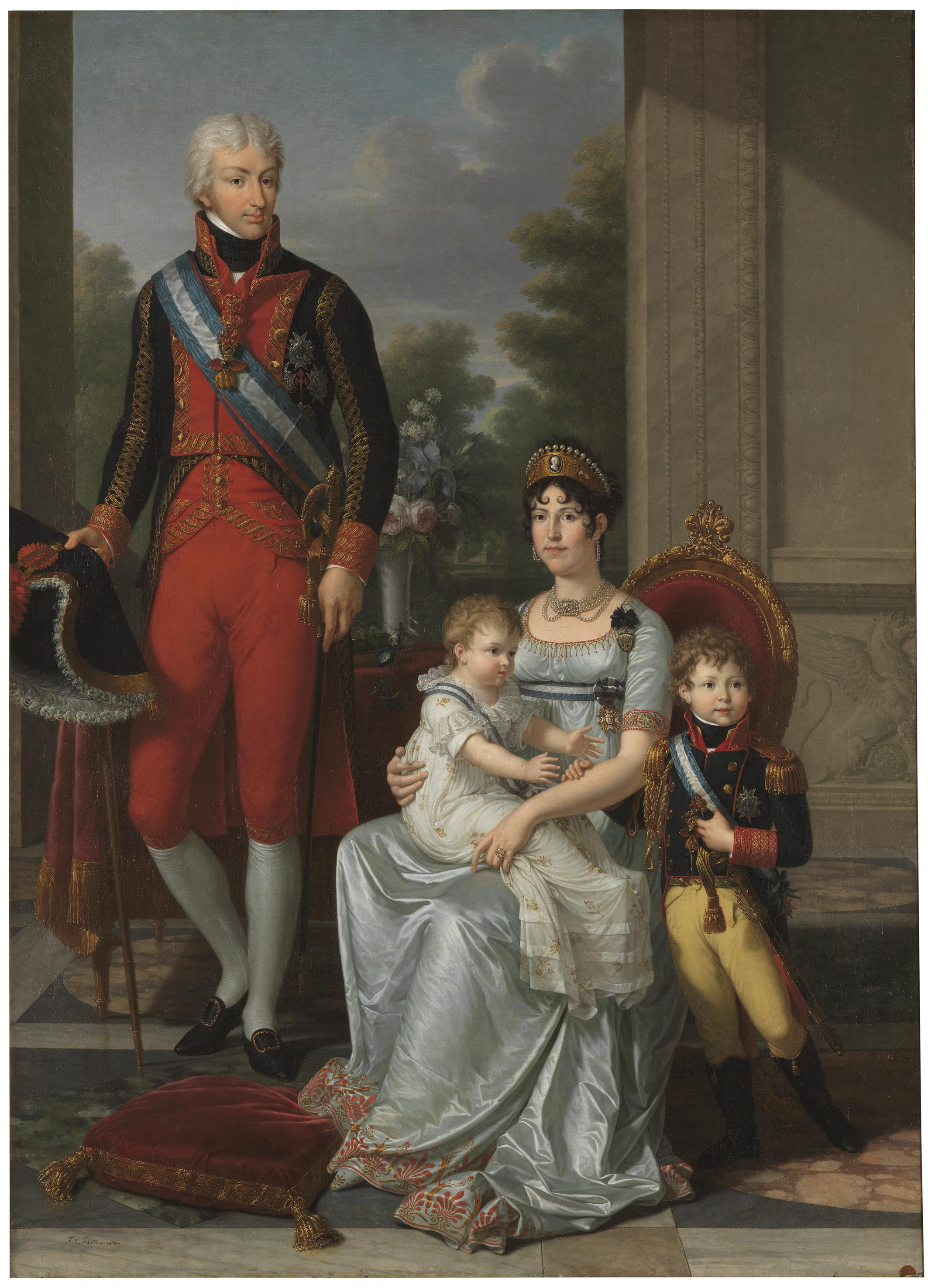
La famiglia del Re di Etruria di François-Xavier Fabre, 1804, Museo del Prado.

Ludovico I e Maria Luisa di Spagna ebbero:
1. Carlo Ludovico di Borbone-Parma (22 dicembre 1799 - 16 aprile 1883), Duca di Parma, Duca di Lucca e Re d'Etruria;
2. Maria Amalia Giuseppina Antonia di Borbone-Parma (21 novembre 1800 - 17 aprile 1802), che morì dopo un'influenza.
3. Maria Carolina Luisa Amalia Ernestina di Borbone-Parma (21 novembre 1800 - 13 aprile 1803), gemella della precedente, morì dopo un attacco di convulsioni.
4. Maria Luisa Carlotta di Borbone-Parma (2 ottobre 1802 - 18 marzo 1857), che sposò nel 1825 il Principe Massimiliano di Sassonia, risposandosi dopo la morte di questi col conte Ferdinando Rossi e poi con il conte Giovanni Vimercati.

## Ascendenza
|                                     |                    |                                               | Genitori                              |  |  | Nonni |  |  | Bisnonni            |  |  | Trisnonni              |  |
|                                     |                    |                                               |                                       |  |  |       |  |  | Filippo V di Spagna |  |  | Luigi, il Gran Delfino |  |
|                                     |                    |                                               |                                       |  |  |       |  |  | Filippo V di Spagna |  |  | Luigi, il Gran Delfino |  |
|                                     |                    | Maria Anna Vittoria di Baviera                |                                       |  |  |       |  |  | Filippo V di Spagna |  |  |                        |  |
| Filippo I di Parma                  |                    |                                               |                                       |  |  |       |  |  | Filippo V di Spagna |  |  |                        |  |
|                                     |                    | Elisabetta Farnese                            | Odoardo II Farnese                    |  |  |       |  |  |                     |  |  |                        |  |
|                                     |                    | Elisabetta Farnese                            | Odoardo II Farnese                    |  |  |       |  |  |                     |  |  |                        |  |
|                                     |                    | Elisabetta Farnese                            | Dorotea Sofia di Neuburg              |  |  |       |  |  |                     |  |  |                        |  |
| Ferdinando I di Parma               |                    | Elisabetta Farnese                            |                                       |  |  |       |  |  |                     |  |  |                        |  |
|                                     |                    | Luigi XV di Francia                           | Luigi di Borbone-Francia              |  |  |       |  |  |                     |  |  |                        |  |
|                                     |                    | Luigi XV di Francia                           | Luigi di Borbone-Francia              |  |  |       |  |  |                     |  |  |                        |  |
|                                     |                    | Luigi XV di Francia                           | Maria Adelaide di Savoia              |  |  |       |  |  |                     |  |  |                        |  |
| Luisa Elisabetta di Borbone-Francia |                    | Luigi XV di Francia                           |                                       |  |  |       |  |  |                     |  |  |                        |  |
|                                     |                    | Maria Leszczyńska                             | Stanislao I di Polonia                |  |  |       |  |  |                     |  |  |                        |  |
|                                     |                    | Maria Leszczyńska                             | Stanislao I di Polonia                |  |  |       |  |  |                     |  |  |                        |  |
|                                     |                    | Maria Leszczyńska                             | Caterina Opalińska                    |  |  |       |  |  |                     |  |  |                        |  |
| Ludovico I di Borbone               |                    | Maria Leszczyńska                             |                                       |  |  |       |  |  |                     |  |  |                        |  |
|                                     | Leopoldo di Lorena | Carlo V di Lorena                             |                                       |  |  |       |  |  |                     |  |  |                        |  |
|                                     | Leopoldo di Lorena | Carlo V di Lorena                             |                                       |  |  |       |  |  |                     |  |  |                        |  |
|                                     | Leopoldo di Lorena | Eleonora Maria Giuseppina d'Austria           |                                       |  |  |       |  |  |                     |  |  |                        |  |
| Francesco I di Lorena               | Leopoldo di Lorena |                                               |                                       |  |  |       |  |  |                     |  |  |                        |  |
|                                     |                    | Elisabetta Carlotta di Borbone-Orléans        | Filippo I di Borbone-Orléans          |  |  |       |  |  |                     |  |  |                        |  |
|                                     |                    | Elisabetta Carlotta di Borbone-Orléans        | Filippo I di Borbone-Orléans          |  |  |       |  |  |                     |  |  |                        |  |
|                                     |                    | Elisabetta Carlotta di Borbone-Orléans        | Elisabetta Carlotta del Palatinato    |  |  |       |  |  |                     |  |  |                        |  |
| Maria Amalia d'Asburgo-Lorena       |                    | Elisabetta Carlotta di Borbone-Orléans        |                                       |  |  |       |  |  |                     |  |  |                        |  |
|                                     |                    | Carlo VI d'Asburgo                            | Leopoldo I d'Asburgo                  |  |  |       |  |  |                     |  |  |                        |  |
|                                     |                    | Carlo VI d'Asburgo                            | Leopoldo I d'Asburgo                  |  |  |       |  |  |                     |  |  |                        |  |
|                                     |                    | Carlo VI d'Asburgo                            | Eleonora del Palatinato-Neuburg       |  |  |       |  |  |                     |  |  |                        |  |
| Maria Teresa d'Austria              |                    | Carlo VI d'Asburgo                            |                                       |  |  |       |  |  |                     |  |  |                        |  |
|                                     |                    | Elisabetta Cristina di Brunswick-Wolfenbüttel | Luigi Rodolfo di Brunswick-Lüneburg   |  |  |       |  |  |                     |  |  |                        |  |
|                                     |                    | Elisabetta Cristina di Brunswick-Wolfenbüttel | Luigi Rodolfo di Brunswick-Lüneburg   |  |  |       |  |  |                     |  |  |                        |  |
|                                     |                    | Elisabetta Cristina di Brunswick-Wolfenbüttel | Cristina Luisa di Oettingen-Oettingen |  |  |       |  |  |                     |  |  |                        |  |
|                                     |                    | Elisabetta Cristina di Brunswick-Wolfenbüttel |                                       |  |  |       |  |  |                     |  |  |                        |  |

## Titoli e trattamento
- 5 luglio 1773 - 22 agosto 1795 Sua Altezza Reale il principe Ludovico, principe di Piacenza, arciduca d'Austria.
- 22 agosto 1795 - 21 marzo 1801 Sua Altezza Reale il principe Ludovico, principe di Piacenza, arciduca d'Austria, infante di Spagna.
- 21 marzo 1801 - 27 maggio 1803 Sua Maestà il re d'Etruria, infante di Spagna, arciduca d'Austria.